# Andrzej Małachowski
Andrzej Małachowski (ur. 7 października 1962 we Wrocławiu) – polski duchowny, dr hab. nauk teologicznych, adiunkt Instytutu Teologii Systematycznej i prorektor Papieskiego Wydziału Teologicznego we Wrocławiu.

## Życiorys
Święcenia kapłańskie przyjął 18 maja 1991. W 1991 ukończył studia teologiczne w Papieskim Wydziale Teologicznym we Wrocławiu, 21 stycznia 1997 obronił pracę doktorską Koncepcja objawienia według Mircei Eliadego. Studium z teologii religii, 20 lutego 2006 habilitował się na podstawie pracy zatytułowanej Jedność i mnogość jako kategorie modelu trynitarnego w ujęciu Mikołaja z Kuzy. W 2008 jego macierzysta uczelnia uznała, że pracy habilitacyjnej dopuścił się plagiatu, a w 2010 utracił stopień doktora habilitowanego. 8 listopada 2011 uzyskał ponownie habilitację w zakresie nauk teologicznych za pracę pt. Koherentność modelu soteriologicznego Mikołaja z Kuzy.
Był adiunktem w Instytucie Teologii Systematycznej oraz prorektorem Papieskiego Wydziału Teologicznego we Wrocławiu. Odszedł z uczelni w 2008 po udowodnieniu plagiatu w pracy habilitacyjnej. W styczniu 2012 został proboszczem Parafii Najświętszego Imienia Jezus we Wrocławiu (pełnił tę funkcję do 2013).